# Харишчандрагад

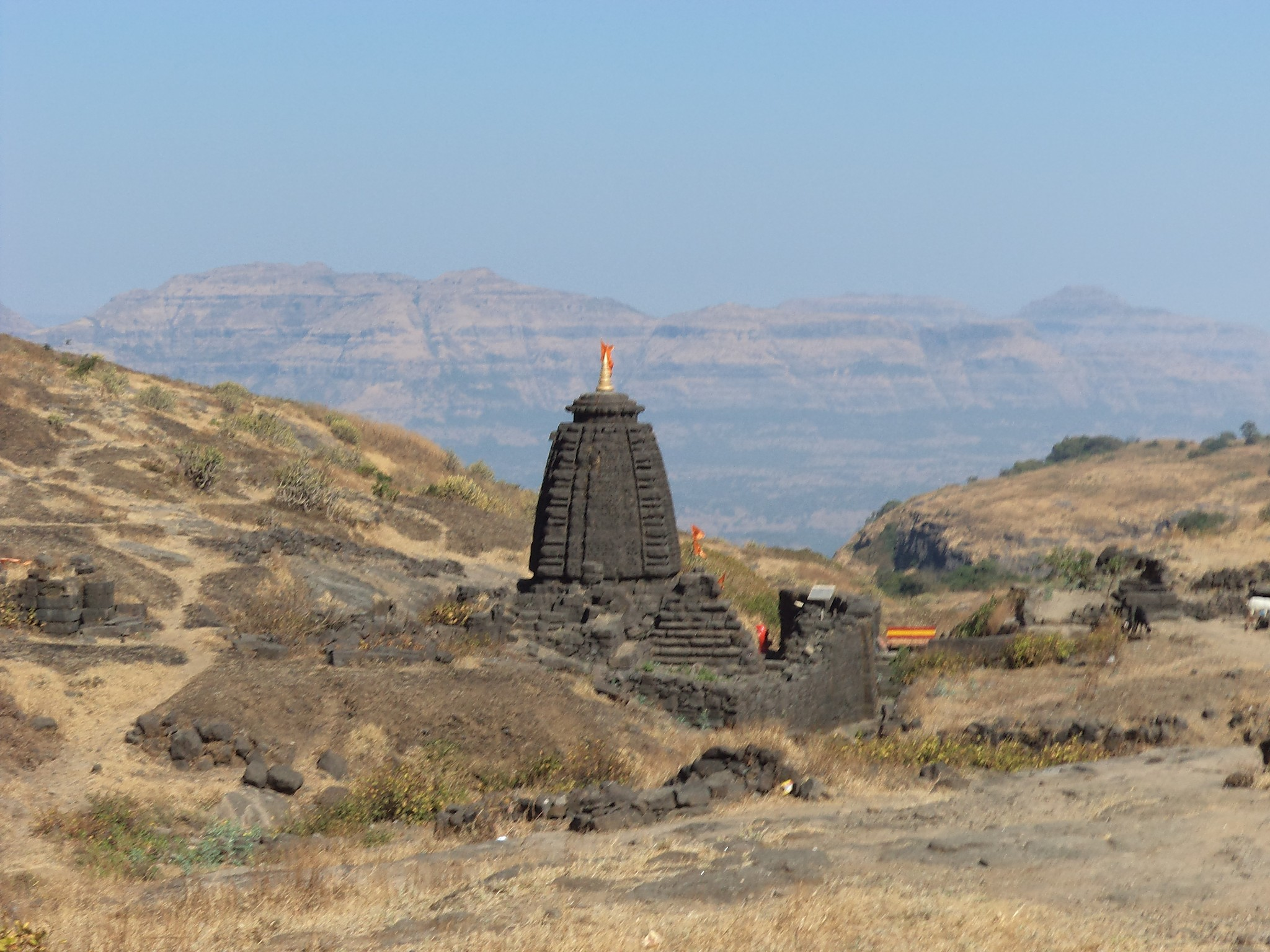
Форт Харишчандрагад.

Харишчандрагад (англ. Harishchandragad) — горный форт в округе Ахмеднагар, Индия. Его история связана с историей перевала Малшей Гат (англ. Malshej Ghat), форт сыграл важную роль в охране и управлении окрестностями.

## История
Место, на котором построен форт, очень древнее, тут были обнаружены человеческие останки эпохи мезолита. Различные пураны, например, матсья-пурана, агни-пурана и сканда-пурана содержат много упоминаний о Харишчандрагаде. Сам форт, предположительно, был построен был в VI веке, во время правления династии Калачура. В это время была построена цитадель. Подземелья под ней, вероятно, были вырыты в XI веке. В них встречаются идолы верховного Бога Вишну. В XIV веке тут медитировал индийский мудрец Changdev. Близлежащие пещеры примерно этого же периода. Различные конструкции в самом форту, и существующие в округе, указывают на смешение различных культур в этом месте. Резьба в ближайших храмах и пещерах указывает на присутствии тут последователей шиваизма и шактизма. Позже форт контролировался моголами, но в 1747 году был захвачен маратхами.

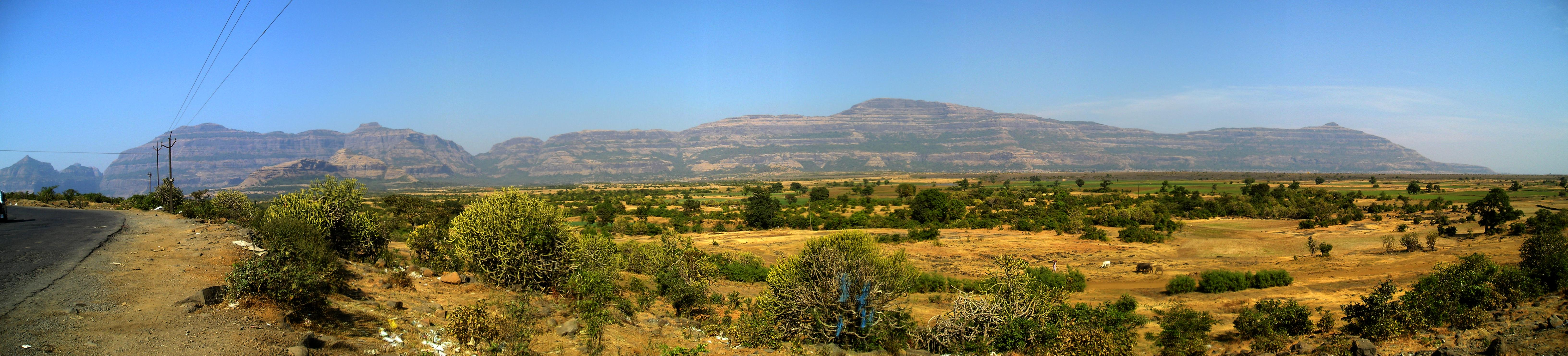
Панорамный вид на Харишчандрагад.

## Достопримечательности

### Водохранилище Саптатирта
К востоку от храма Бога Шивы находится храмовое водохранилище (англ. Temple tank) Саптатирта (англ. Saptatirtha). На его берегу есть несколько храмовых сооружений, в которых находились идолы верховного Бога Вишну. Недавно эти идолы были перемещены в пещеры возле храма. Хотя, лет десять назад, вода в этом водохранилище ещё была питьевой, в настоящее время, из — за сильного загрязнения, она непригодна даже для плаванья. Тем не менее, эта вода настолько холодная, что даже летом туристу может показаться, что он находится в холодильной установке.

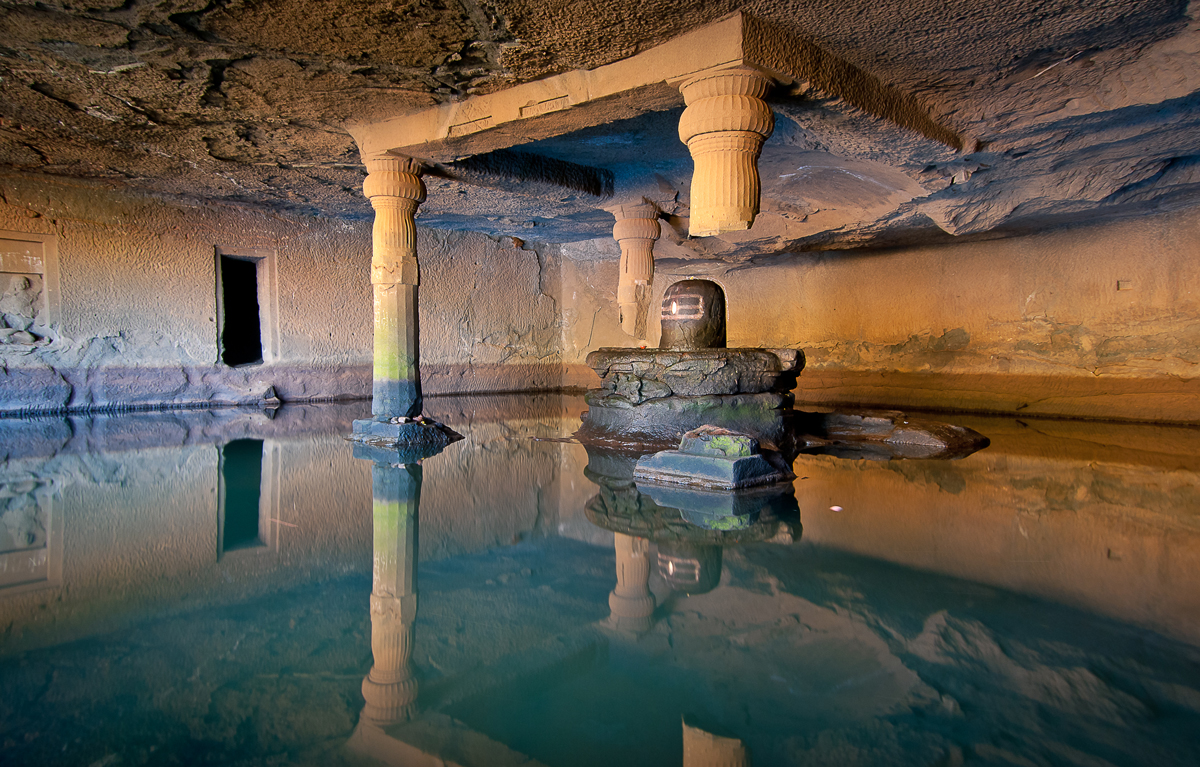
Лингам в пещере Kedareswar.

### Пещера Kedareswar
С правой стороны от храма Храм Бога Шивы, есть большая пещера Kedareshwar, в которой находится лингам, полностью окружённый водой (см. фото). Её уровень достигает половины лингама, высота которого около полутора метров. Кроме лингама в пещере находятся скульптуры, которые были высечены тут же. В сезон муссонов достичь пещеры нельзя, поскольку маршрут пересекает большой поток воды.
Согласно легенде, вокруг лингама были построены четыре колонны, которые олицетворяли четыре юги жизни — Сатья-югу, Трета-югу, Двапара-югу и Кали-югу. Когда юга подходит к концу, одна из колонн разрушается. В настоящее время три колонны уже разрушены. Согласно всеобщему убеждению, нынешний этап является Кали-югой и день, когда упадёт четвёртая колонна, будет последним днём нашей эры.
Ещё одной интересной особенностью этого места является вода, которая ежедневно просачивается из стен. Вода сочится в течение всех сезонов в году, за исключением сезона дождей, и удивительно то, что в сезон дождей воды в пещере нет.

### Другие пещеры
По всему форту разбросано значительное количество разных пещер. Многие из них расположены у подножия пика Тарамати (англ. Taramati), иногда в них останавливаются на ночлег туристы, следующие на пик. Несколько пещер находятся рядом с храмом, ещё несколько рядом с цитаделью и ещё часть расположена далеко в лесах. Одна из пещер, глубиной более 9 метров, расположена на северо — западной стороне форта, справа скалы Конкан.

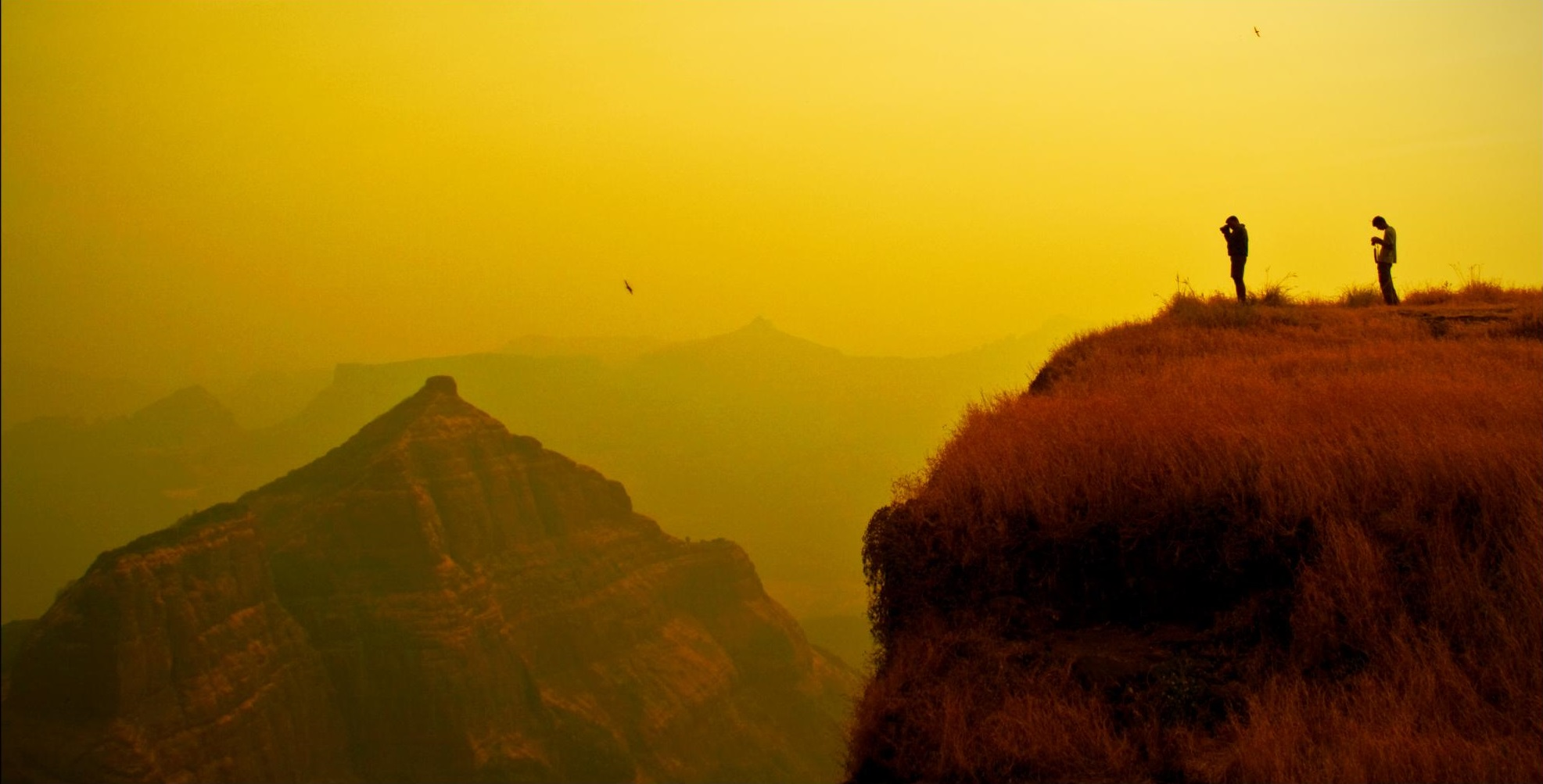
Скала Конкан на фотографии слева.

### Скала Конкан
Это скала находится на западе и смотрит вниз на одноимённую часть (см. Konkan) штата Махараштра. С неё открывается живописный вид на окрестности, а вечерами и на заходящее солнце. Хотя скала и имеет небольшой свес, она вполне доступна для восхождения. Иногда тут можно увидеть брокенский призрак. Эффект возникает только тогда, когда в долине есть немного тумана, а солнце находится прямо за человеком, обращённым к этой долине. Ещё один феномен, который можно увидеть находясь на скале, это облачный взрыв (англ. Cloudburst), при котором за короткий промежуток времени выпадает огромное количество осадков. Термин «облачный взрыв» возник из- за гипотезы, что облака похожи на воздушные шары, наполненные водой и иногда лопаются, что приводит к очень быстрому выпадению воды. И хотя эта теория была опровергнута, термин «облачный взрыв» остался в использовании.

### Пик Тарамати
Пик Тарамати (англ. Taramati) является самой высокой точкой форта (1429 метров). Отсюда можно увидеть горный перевал Нейнгат (англ. Naneghat) и форты рядом с Мербадом . Кроме того, на юге отсюда видны форты вплоть до форта Сидхагад (англ. Siddhagad) возле Бхимашанкарна. С северной стороны видна гора Аджоба (англ. Ajoba) высотой 1375 метров, форт Куланг (англ. Kulang) находящийся на высоте 1471 метр.

### Храм Нагешвар
Храм Нагешвар (англ. Nageshwar) находится недалеко от деревни Кирешвар (англ. Khireshwar). Это античный комплекс, с разнообразными художественными произведениями. На потолке храма имеется красивая резьба. Но главной достопримечательностью тут является полутораметровая скульптура Бога Вишну в спящей позе, известная как «Sheshshayee Vishnu» в Маратхи. В Индии есть много легенд, связанных с этой скульптурой. Возле храма находятся пещеры.

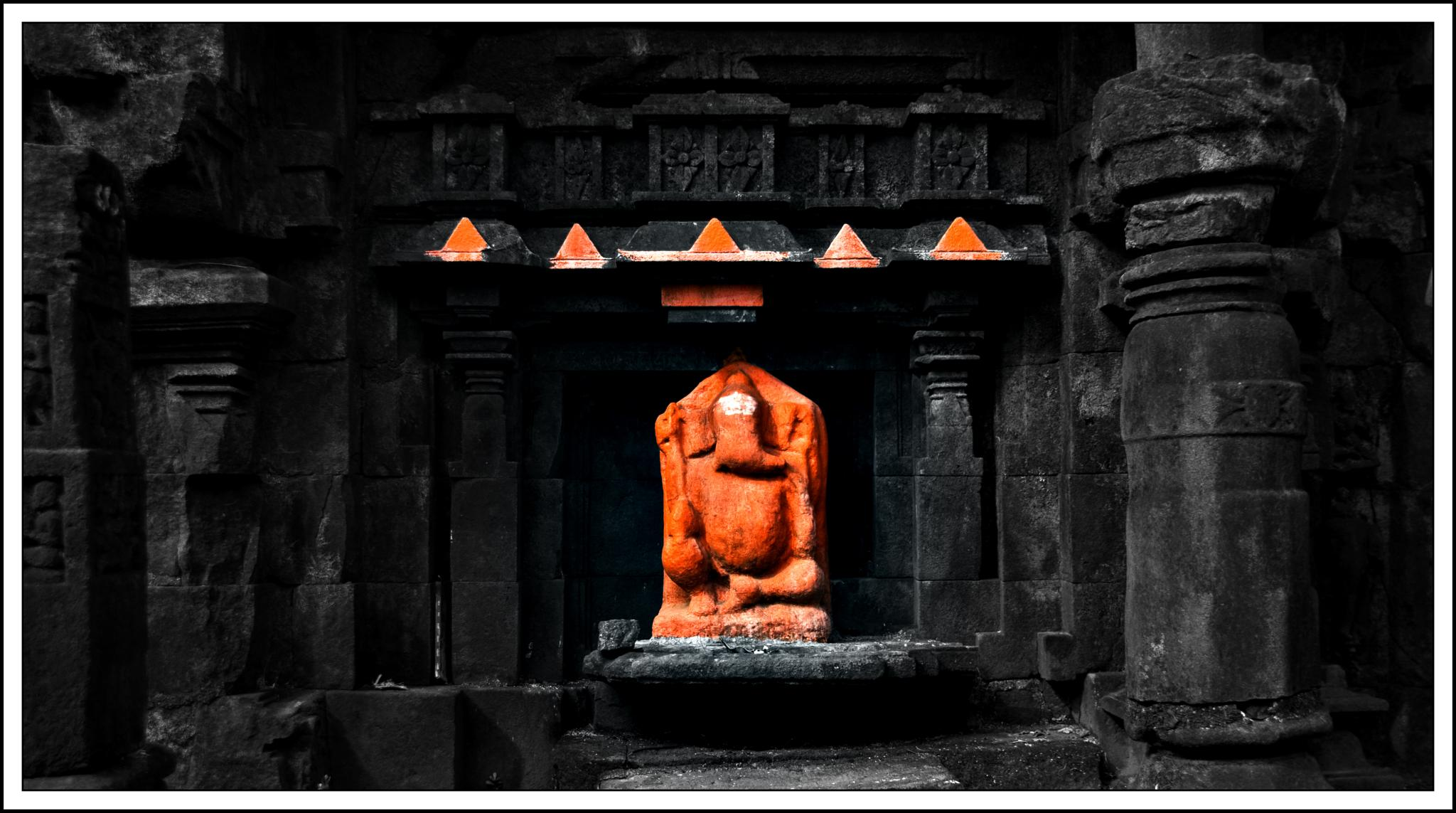
Ганеша в храме Бога Шивы.

### Храм Шивы
Храм Бога Шивы, другое название (храм Харишчандрашвар англ. Harishchandreshwar), довольно высокий, его высота около 16 метров от основания. Есть входы со всех четырёх сторон. Интересной особенностью этого храма является то, что он был вырезан из одного огромного куска скалы. Этот храм является хорошим примером скульпторского искусства, которое преобладало в древней Индии. На главном входе есть барельефы лиц. Это лица охранников храма. На левой стороне от входа находится надпись на деванагари, времён индийского мудреца Changdev. Верхняя часть храма напоминает конструкцию с северо — индийских храмов. Например, похожий храм расположен в городе Бодх-Гая. Вокруг этого храма есть несколько пещер и древних водохранилищ. Недалеко находится ещё один храм, Кашитиртха.

## Треккинг
Существует несколько возможностей добраться до Харишчандрагада, наиболее используемыми являются:

### Путь из деревни Кирешвар
Начало пути проходит рядом с пещерами, в которых можно увидеть храмовые водохранилища (англ. Temple tank), далее следует через исторические руины Junnar Darwaja (вход в них со стороны города Джуннар). Отсюда маршрут идёт прямо к Толар Khind. Через несколько минут пути из Толар Khind, имеется 200 метровый горный подъём, с установленными на нём перилами. После прохождения перил, маршрут выходит плато, на котором лес уже становится менее густыми. Отсюда маршрут пересекает семь холмов и после 2-3 часов ходьбы, достигает храма Бога Шивы. На этом треке есть достаточно много указателей, которые помогают туристу не сбиться с пути.

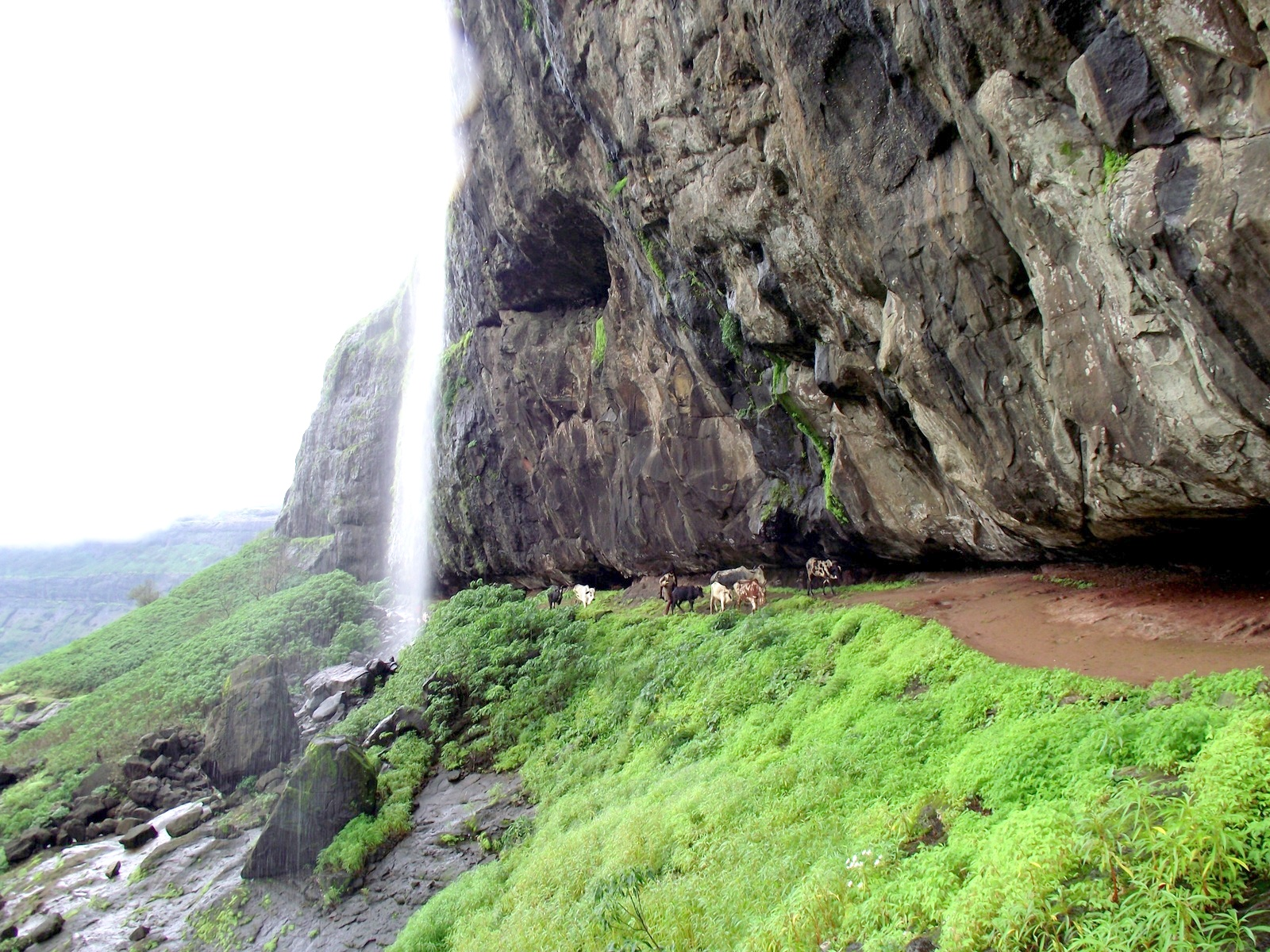
Треккинговая тропа к храму Шивы (Harishchandreshwar).

Существует ещё один интересный вариант этого маршрута, который пропускает семь холмов. По этому маршруту, можно добраться до храма Бога Шивы в два раза быстрее, чем через семь холмов, но этот маршрут проходит через очень густые леса, поэтому рекомендуется для больших групп людей. После 200 метрового горного подъёма, следуйте обычным маршрутом до точки в которой трек разделяется. На развилке имеются две тропы, при повороте направо маршрут пойдёт через семь холмов, если идти прямо, маршрут пойдёт через настолько густые деревья, что через них нельзя увидеть небо над головой. Это прямой маршрут сразу на седьмой холм.

### Путь из деревни Белпада
Этот маршрут специально предназначен для туристов, которые путешествуют через Sadhleghat. Необходимо сесть на автобус, который следует в Малшей Гат (англ. Malshej Ghat), выйти на дороге Малшей Гат-Кальяни и через деревню Savarne перейти к деревне Белпада. Отсюда маршрут проходит через деревню Madheghat, после которой начинается подъём в гору. Храм расположен на высоте около 1000 метров от Белпады. Общее расстояние около 19 км.

### Путь из деревни Kothale
Существует еще один способ попасть в Харишчандрагад, от деревни Kothale. До самой деревни можно добраться на автобусах из городов Акол (англ. Akole) или Сангамнер (англ. Sangamner). Харишчандрагад находится в трёх километрах от деревни Kothale, тут уже нужно идти пешком. Этот маршрут проходит через очень красивый лес. На маршруте есть небольшой пруд с чистой водой. Ещё несколько лет назад, этот пруд обеспечивал водой всех пастухов с окрестных деревень.